# Rolf Schmidt-Gentner
Rolf Schmidt-Gentner (* 7. September 1925 in Berlin; † 14. Mai 2005 in Wien) war ein deutsch-österreichischer Tontechniker beim österreichischen Film.

## Leben
Der Sohn des bekannten Komponisten Willy Schmidt-Gentner wuchs ab 1933 in Wien auf und durchlief in den frühen Nachkriegsjahren eine Ausbildung zum Tontechniker. Nach einer Zeit als Tonassistent ließ ihn sein bis 1965 wichtigster Arbeitgeber, die Sascha-Film Herbert Grubers, ab 1958 als Cheftontechniker arbeiten, anfänglich noch als Juniorpartner des erfahrenen Kollegen Herbert Janeczka.
Schmidt-Gentner besorgte in der Spätphase des hoch kommerziellen, österreichischen Unterhaltungsfilms den Ton zu einer Reihe beliebter Lustspielklamotten, oftmals mit Peter Alexander in der Hauptrolle. Mit dem Zusammenbruch der österreichischen Filmindustrie 1965 blieb Schmidt-Gentner fünf Jahre lang beschäftigungslos.
Erst 1970, mit Beginn der Welle deutscher Verfilmungen von Romanen Johannes Mario Simmels konnte der Wahl-Wiener wieder Anschluss an das Filmgeschehen finden. Er versorgte nunmehr Kino- wie Fernsehfilme mit dem guten Ton, zum Teil aus den Händen angesehener einheimischer Filmemacher wie Peter Patzak, Axel Corti und Xaver Schwarzenberger, aber auch populäre Serien wie Die Alpensaga und Kottan ermittelt. Mit dem Erreichen des Rentenalters im Jahre 1990 beendete Rolf Schmidt-Gentner sein Berufsleben.

## Filmografie
- 1959: Ich bin kein Casanova
- 1960: Kriminaltango
- 1960: Heimweh nach dir, mein grünes Tal (Mein Vaterhaus steht in den Bergen)
- 1960: Kauf Dir einen bunten Luftballon
- 1961: Stadt ohne Mitleid
- 1961: Die Abenteuer des Grafen Bobby
- 1961: Saison in Salzburg
- 1961: Jedermann
- 1961: Die Fledermaus
- 1962: Das süße Leben des Grafen Bobby
- 1962: Die lustige Witwe
- 1963: Der Musterknabe
- 1963: Charleys Tante
- 1964: Schwejks Flegeljahre
- 1964: Der letzte Ritt nach Santa Cruz
- 1964: Die bess'ren älteren Herrn (TV)
- 1964: Hilfe, meine Braut klaut
- 1965: …und sowas muß um 8 ins Bett
- 1965: Das Liebeskarussell
- 1965: Ferien mit Piroschka
- 1969: Die Moritat vom Räuberhauptmann Johann Georg Grasel (TV)
- 1969: Glaube, Liebe, Hoffnung (TV)
- 1970: Fall Regine Krause (TV)
- 1970: Der Querulant (TV)
- 1971: Und Jimmy ging zum Regenbogen
- 1971: Top Secret (The Salzburg Connection)
- 1972: Defraudanten (TV)
- 1973: Geh, zieh dein Dirndl aus
- 1975: Benjowski (TV)
- 1975: Die gelbe Nachtigall (TV)
- 1975: Kim & Co. (TV)
- 1975: Kurt Sowinetz – Der Knopf im Taschentuch (TV)
- 1977: Probealarm (TV)
- 1977–1980: Die Alpensaga (TV-Serie)
- 1977–1983: Kottan ermittelt (TV-Serie)
- 1980: Paradiese und andere Zustände (TV)
- 1980: Kurt Sowinetz – Mei Team und i (TV)
- 1981: Der Schüler Gerber
- 1981: Den Tüchtigen gehört die Welt (TV)
- 1982–1983: Familie Merian (Fernsehserie, 3 Folgen)
- 1983: Strawanzer / Die letzte Runde
- 1984: Donauwalzer (TV)
- 1984: Tiger – Frühling in Wien
- 1984: Die Försterbuben (TV)
- 1985: Der Sonne entgegen (Fernsehserie, 6 Folgen)
- 1985: Julius Tandler (TV)
- 1986: Wohin und zurück – Teil 2: Santa Fé
- 1986: Wohin und zurück – Teil 3: Welcome in Vienna
- 1987: Vom Glück verfolgt (Fernsehserie, 6 Folgen)
- 1988: Starke Zeiten
- 1988: Lebenslinien (Fernsehserie, 1 Folge)
- 1990: Die Piefke-Saga (Fernsehserie, 3 Folgen)

## Einzelnachweis
1. ↑  Lebensdaten laut Filmarchiv Kay Weniger

| Personendaten    | Personendaten                                                    |
| ---------------- | ---------------------------------------------------------------- |
| NAME             | Schmidt-Gentner, Rolf                                            |
| KURZBESCHREIBUNG | deutsch-österreichischer Tontechniker beim österreichischen Film |
| GEBURTSDATUM     | 7. September 1925                                                |
| GEBURTSORT       | Berlin                                                           |
| STERBEDATUM      | 14. Mai 2005                                                     |
| STERBEORT        | Wien                                                             |